# Rottboellia purpurascens
Rottboellia purpurascens är en gräsart som beskrevs av Robyns. Rottboellia purpurascens ingår i släktet Rottboellia och familjen gräs. Inga underarter finns listade i Catalogue of Life.